# 绒铜矿
绒铜矿（英語：Cyanotrichite），又稱絨銅礬，是一种水合含铜铝硫酸盐矿物，化学式为Cu4Al2[(OH)12|SO4]·2H2O。绒铜矿会形成极细纤维的天鹅绒状径向针状晶体聚集体。它以单斜晶系结晶，会形成半透明的亮蓝色针状晶簇或土状结壳。莫氏硬度为2，比重为2.74 - 2.95。折射率为nα=1.588、nβ=1.617、nγ=1.655。

## 發現
绒铜矿是在富含铝和硫酸盐的风化环境中原生铜矿化的氧化产物。伴生矿物包括水胆矾、氯铜铝矾、叶硫砷铜石、橄榄铜矿、铜泡石、砷铜矾、蓝铜矿和孔雀石。
主要矿床是瓦尔省（法国）的Cap la Garrone、罗马尼亚和亚利桑那州（美国）。
它于1839年在罗马尼亚巴纳特的新摩尔多瓦首次被描述。这个名字来自希腊语 kyaneos（蓝色）和triches（头发），指的是典型的颜色和习惯。它的早期英文名Lettsomite取自William Garrow Lettsom（1804-1887）的名字，他是1858年《大不列颠及爱尔兰矿物学手册》的合著者。